# Michail Il'ič Romm

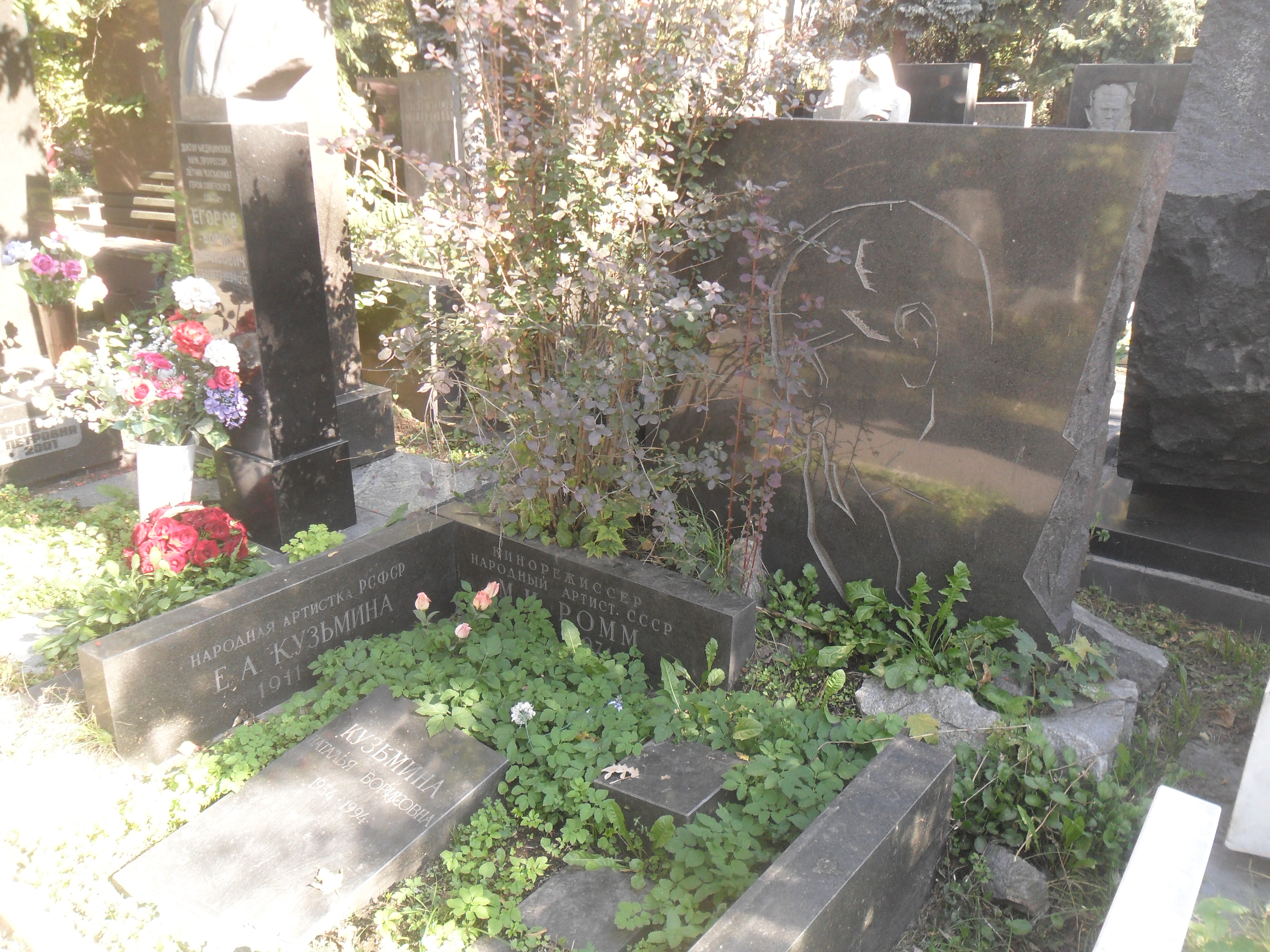
La sua tomba

Michail Il'ič Romm (in russo Михаил Ильич Ромм?; Irkutsk, 24 gennaio 1901 – Mosca, 1º novembre 1971) è stato un regista, sceneggiatore e docente sovietico.

## Biografia
Nato a Irkutsk, prima della rivoluzione russa compie studi artistici alla scuola d'arte di Mosca. Tra il 1917 e il 1918 è arruolato nell'Armata Rossa, prima come segnalatore e poi come membro della commissione speciale di statistica militare. Terminata la carriera militare, nel 1925 si laurea in scultura all'Istituto Tecnico-Artistico e inizia a lavorare come attore, scultore e regista teatrale. Traduce dal francese opere di Flaubert, Maupassant e Zola. Dal 1928 al 1930 studia teoria del cinema all'Istituto di Ricerca sui Lavori Extra-Scolastici. Nel 1931 passa a lavorare alla Mosfil'm.
Si dedica per alcuni anni alla scrittura di sceneggiature e all'aiuto-regia, per poi esordire con Pyška (1934), una commedia grottesca liberamente tratta da Palla di sego di Guy de Maupassant. Due anni dopo gira il suo primo film sonoro, l'avventuroso Sangue sulla sabbia. Fortemente influenzato da La pattuglia sperduta (1934) di John Ford, il film anticipa alcuni elementi formali che resteranno costanti nella lunga carriera del regista: la ricchezza scenografica, l'uso espressivo della fotografia, l'impegno politico e una visione umanista dell'esistenza.
Negli anni seguenti, con il consolidarsi del potere di Stalin, il cinema di Romm segue le coordinate del realismo socialista. Lenin in ottobre (1937), una spettacolare ricostruzione del ruolo di Lenin nella Rivoluzione d'ottobre, è la più celebre e riuscita tra le opere di questo periodo. Il film è fortemente legato al clima culturale del tempo e presenta Stalin come un fedele continuatore dell'opera di Lenin, in contrapposizione ad altri dirigenti bolscevichi (Kamenev, Zinov'ev e soprattutto Trockij), nel frattempo caduti in disgrazia. Molti anni dopo, con la destalinizzazione in fase avanzata, Romm accetterà di modificare il film, alterando le inquadrature che ricostruivano i rapporti tra Lenin e Stalin ed eliminando alcune brevi scene incentrate sulla responsabilità di Bucharin nei dissidi interni al partito.
Nel dopoguerra Romm rafforza ulteriormente la fedeltà al realismo socialista con film come La ragazza numero 217 (1945), melodramma sul coraggio morale di un gruppo di ragazze sovietiche deportate in Germania, e il drammatico La questione russa (1948), interessante perché mostra l'influenza formale di Orson Welles e William Wyler sul suo cinema. L'ammiraglio Ušakov (1953) è la biografia di un eroe nazionale. Dal 1948 insegna al VGIK, dove nel corso degli anni avrà come allievi Andrej Tarkovskij, Grigorij Čuchraj, Tengiz Abuladze, Marlen Chuciev, Elem Klimov e Nikita Michalkov.
I film degli anni Cinquanta sono unanimemente considerati i meno interessanti della sua carriera. Proprio quando il suo estro creativo pare esaurirsi e lasciare spazio all'attività didattica, la fine del realismo socialista gli permette di tornare alla libertà espressiva dei film degli esordi. Gira quindi il suo capolavoro, Nove giorni in un anno (1962), un film drammatico dalle ricche sfumature psicologiche su uno scienziato colpito da una dose letale di radiazioni. Più che al dramma personale del protagonista, Romm è interessato alle responsabilità morali degli intellettuali (una categoria fino ad allora quasi assente nel cinema sovietico) e della scienza nell'epoca dell'energia atomica. Il film è considerato uno dei risultati più compiuti del cinema sovietico durante la breve era di Chruščëv.
Tre anni dopo termina il suo ultimo film, il documentario storico Il fascismo ordinario, che mediante l'uso creativo del materiale di repertorio (in gran parte inedito) descrive il nazifascismo sia dal punto di vista storico, con riferimento alla nascita e allo sviluppo in Europa, sia da quello ideologico, ammonendo sui rischi di suo possibile ritorno sotto nuove vesti. Sulla stessa linea di impegno ideologico si colloca un altro documentario di montaggio, Eppure credo... (1974), che dopo la sua morte nel 1971 sarà terminato da Marlen Chuciev ed Elem Klimov.

## Filmografia
- Cavoletto (Пышка) (1934)
- Sangue sulla sabbia (Тринадцать) (1936)
- Lenin in ottobre (Ленин в Октябре) - co-diretto da Dmitri Vasilev (1937)
- Lenin nel 1918 (Ленин в 1918 году) (1939)
- Il sogno (Мечта) (1943)
- La ragazza numero 217 (Человек № 217) (1945)
- La questione russa (Русский вопрос) (1947)
- Vladimir Il'ič Lenin (Владимир Ильич Ленин) - documentario (1949)
- Missione segreta (Секретная миссия) (1950)
- Le navi attaccano i bastioni (Корабли штурмуют бастионы) (1953)
- L'ammiraglio Ušakov (Адмирал Ушаков) (1953)
- Omicidio in Via Dante (Убийство на улице Данте) (1956)
- Lenin è vivo (Живой Ленин) - documentario (1958)
- Nove giorni in un anno (Девять дней одного года) (1962)
- Boris Ščukin (Борис Щукин) - documentario (1963)
- Il fascismo ordinario (Обыкновенный фашизм) - documentario (1965)
- Eppure credo... (И все-таки я верю...) - documentario; terminato da Marlen Chuciev ed Ėlem Germanovič Klimov (1974)